# Tei

Tei dentro del mapa de Bucarest

Tei es un barrio de Bucarest (Rumanía). Forma parte del Sector 2 de la capital rumana. Su nombre procede del lago que se encuentra situado en este barrio, el lago Tei (en rumano Lacul Tei). La palabra Tei (tilo en rumano) hace referencia a los árboles que se hallan en el barrio y en el lago, muy característicos y aromáticos. Tei se ha convertido en una de las residencias de la clase media y en una zona residencial con muchas mansiones, construidas en estos últimos años.
En el barrio de Tei, nació el fallecido jugador de balonmano, Marian Cozma.

## Galería de imágenes

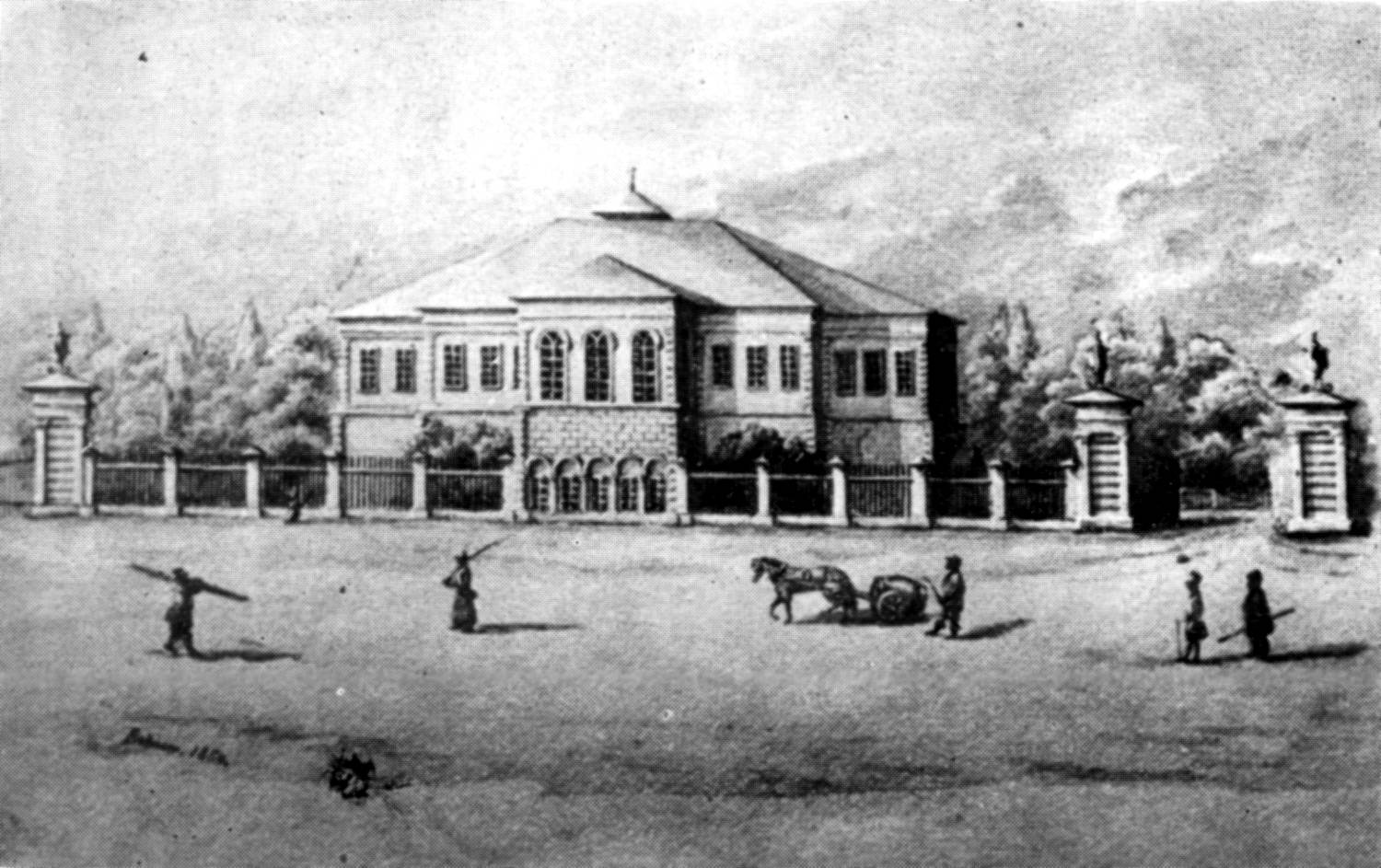
Palacio Ghica (siglo XIX)
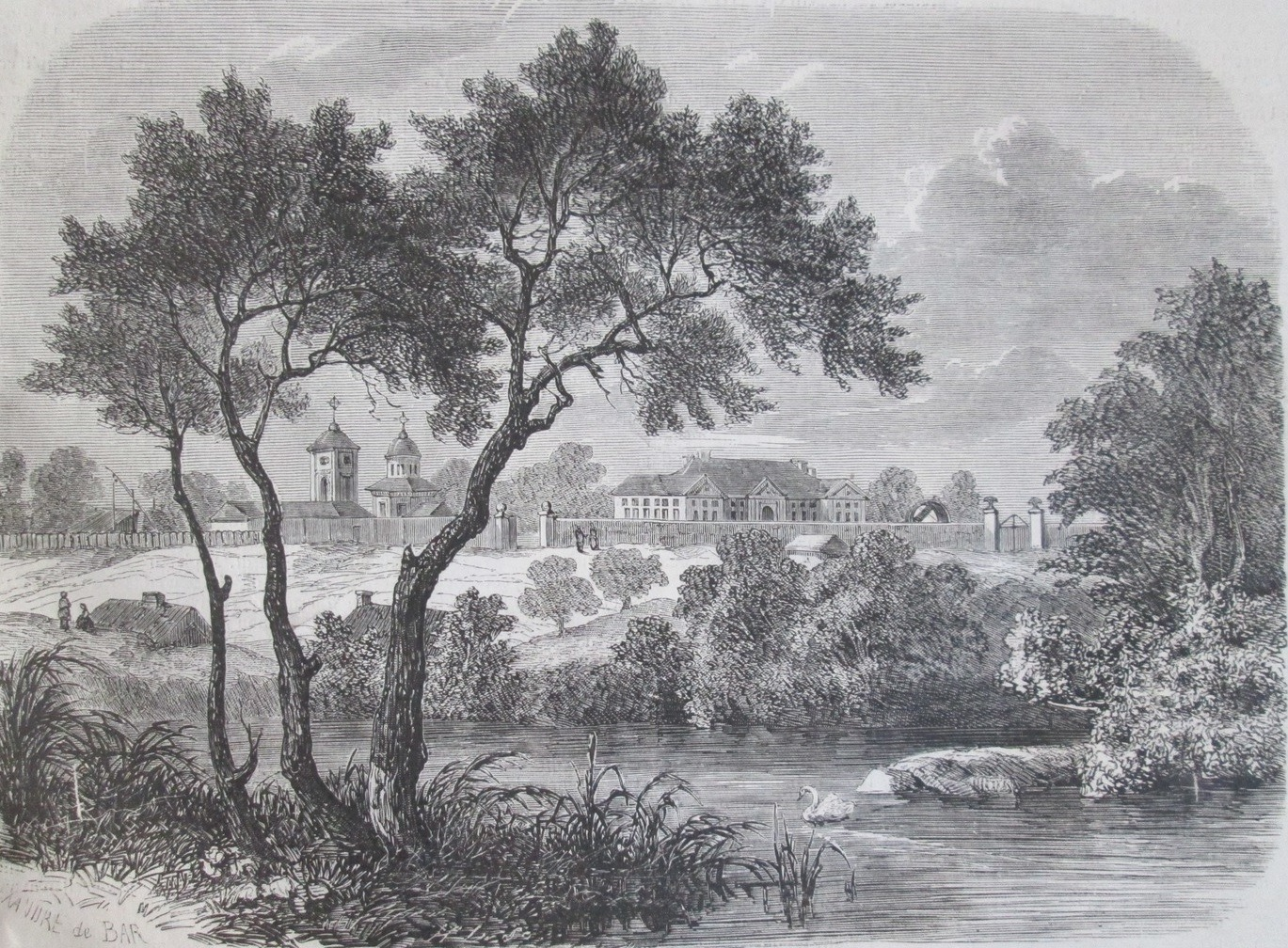
Palacio Ghica e iglesia Teiul Doamnei (1859)
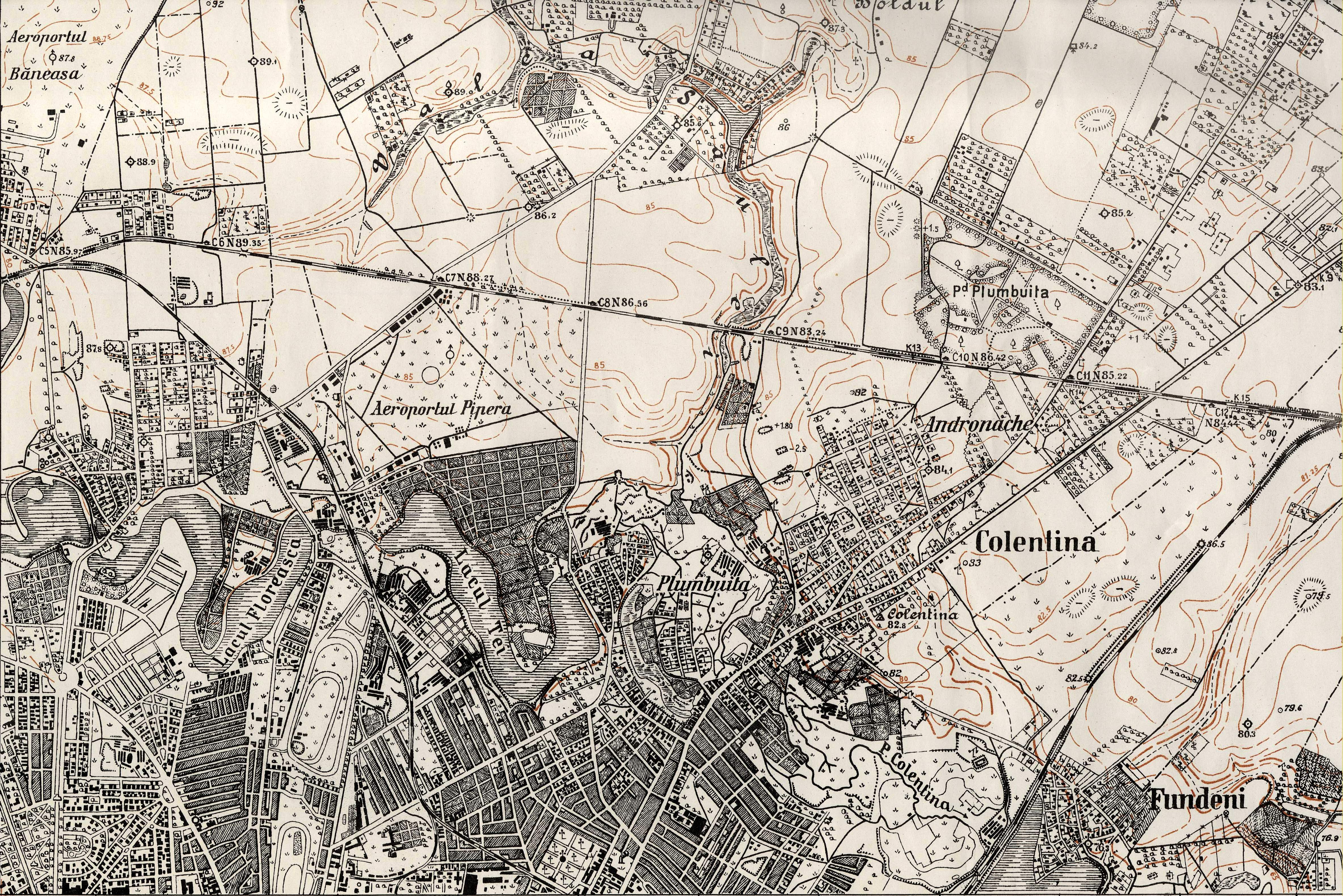
Zona noreste de Tei
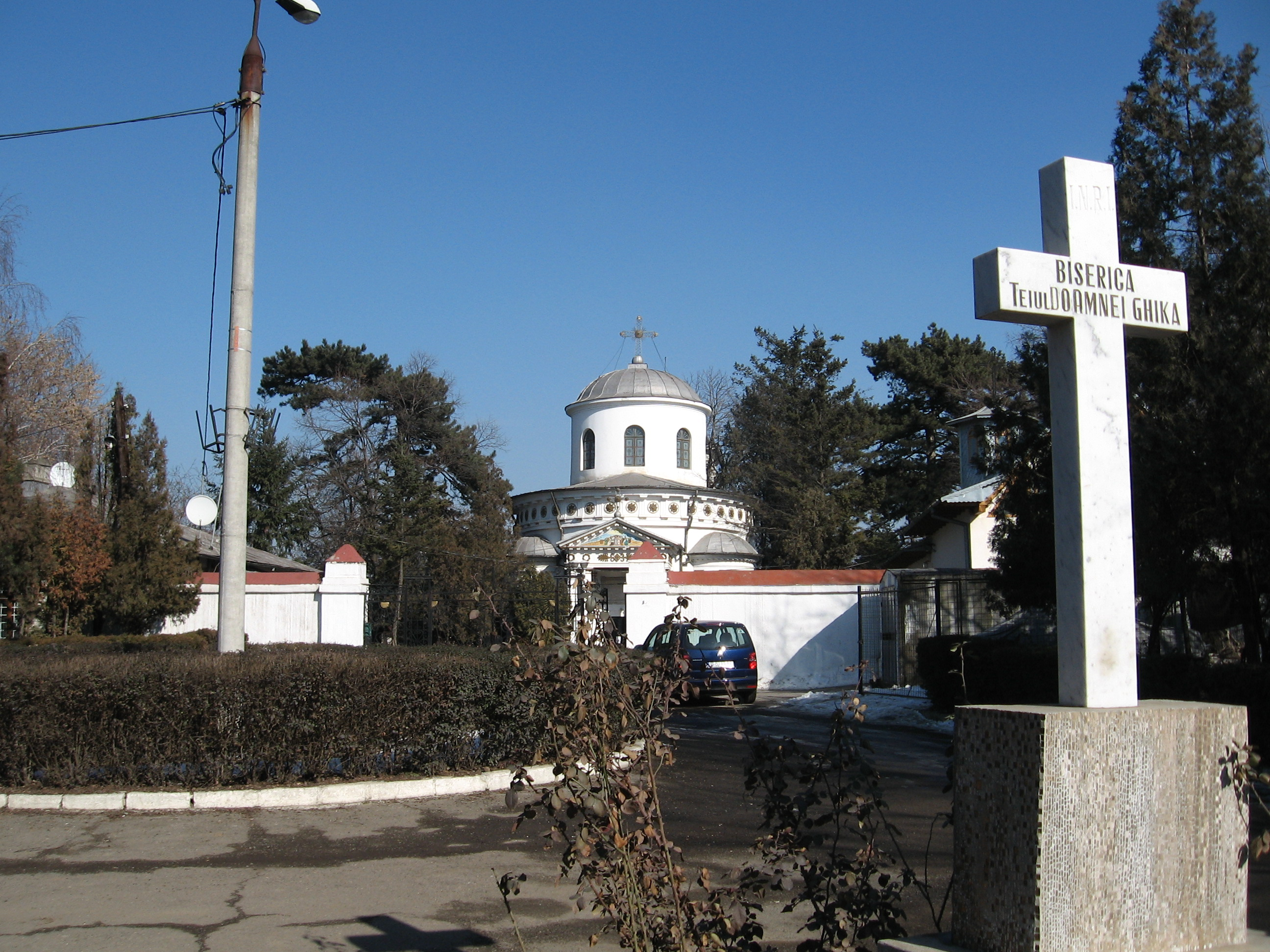
Iglesia Teiul Doamnei Ghika
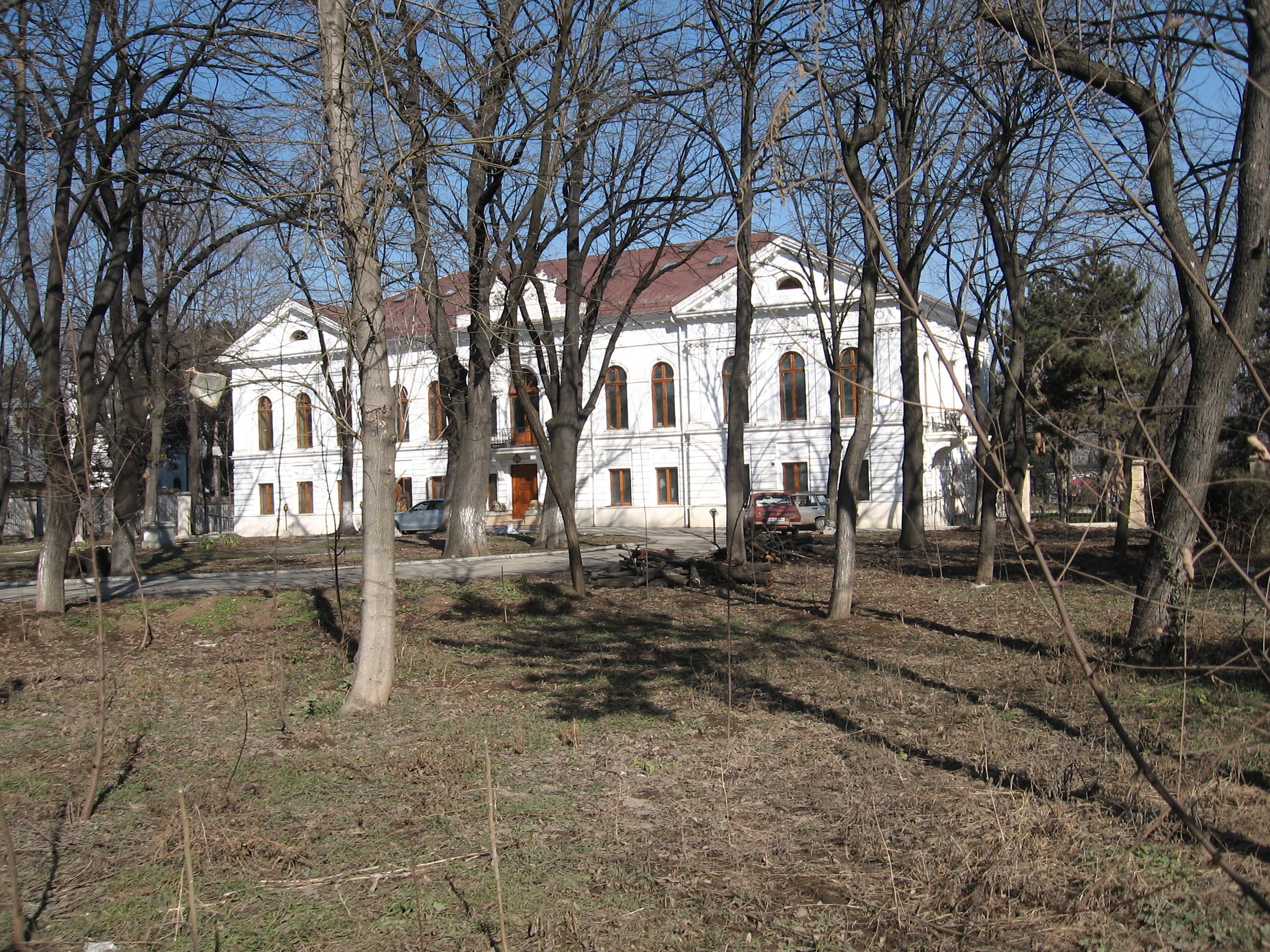
Palacio Ghica
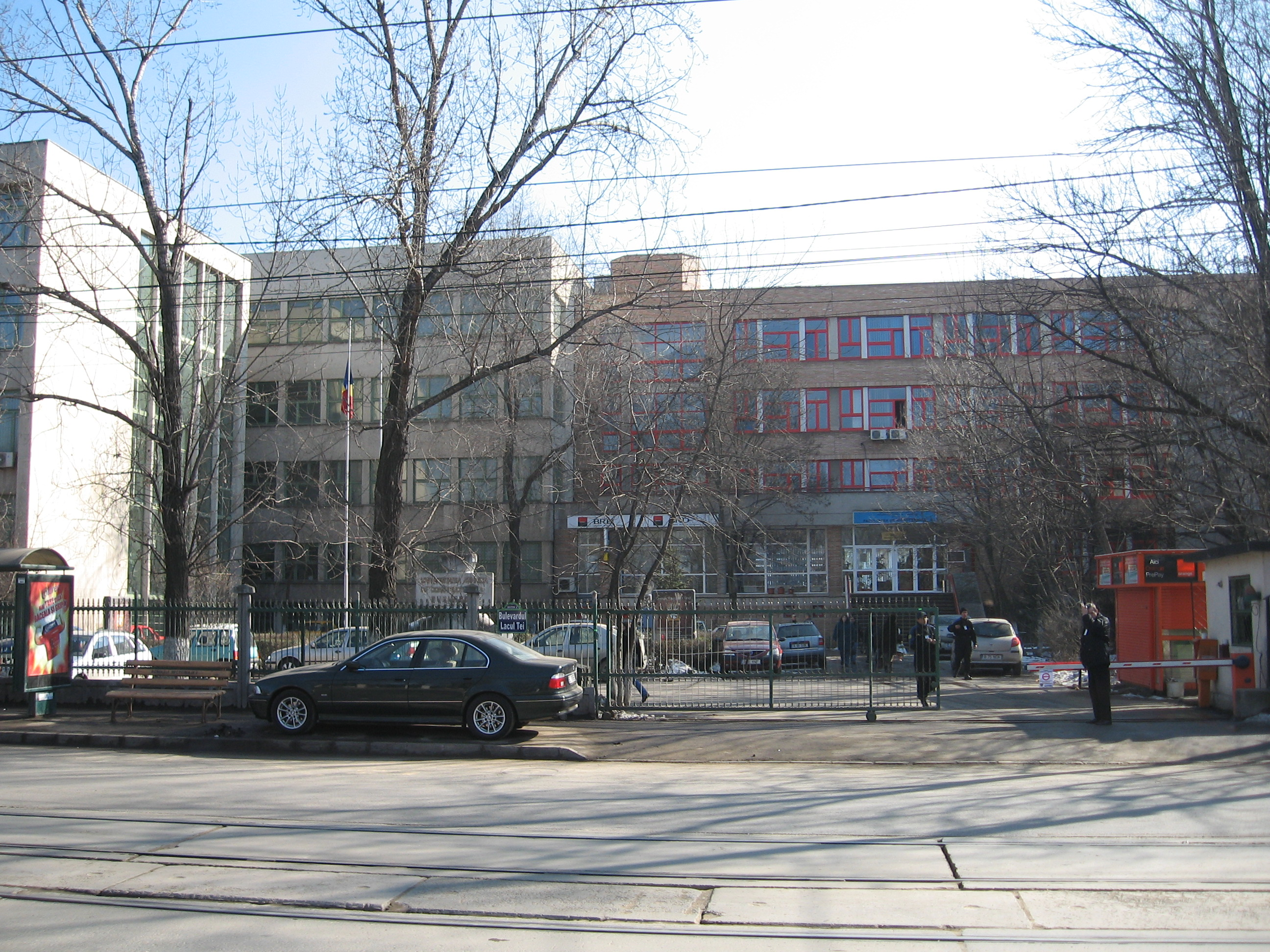
Universidad Técnica de Ingeniería Civil de Bucarest
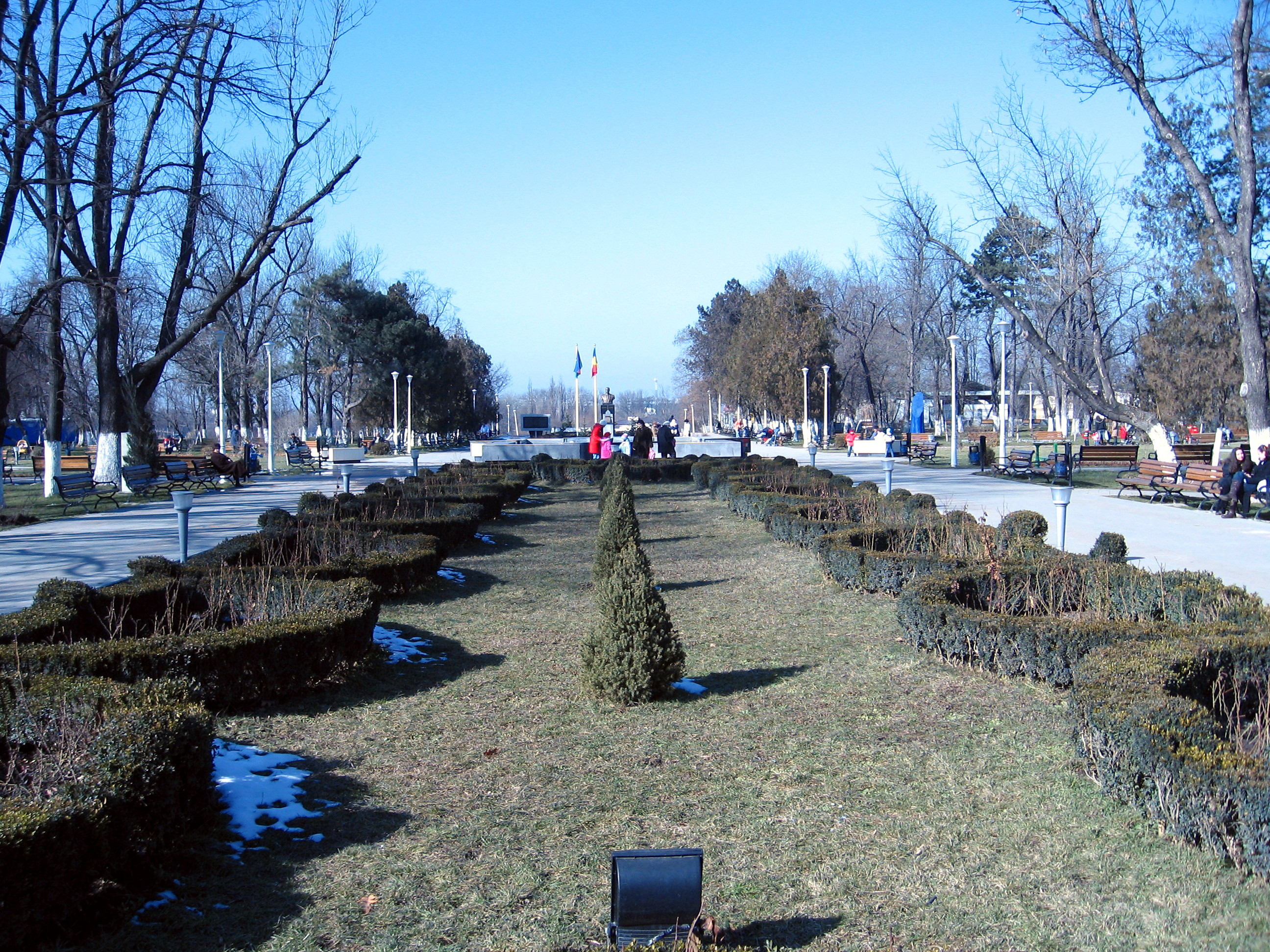
Parcul Tei
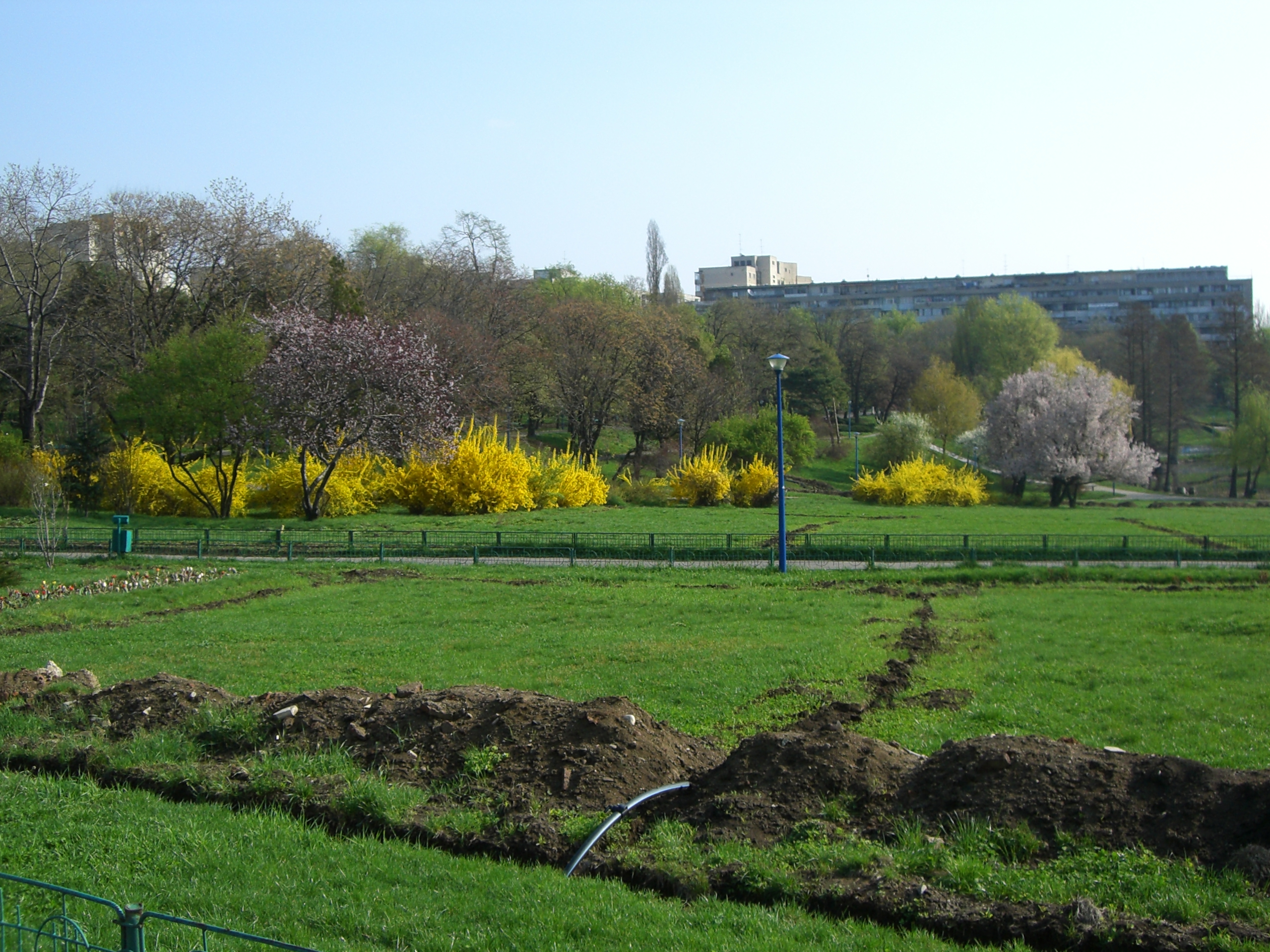
Parcul Circului
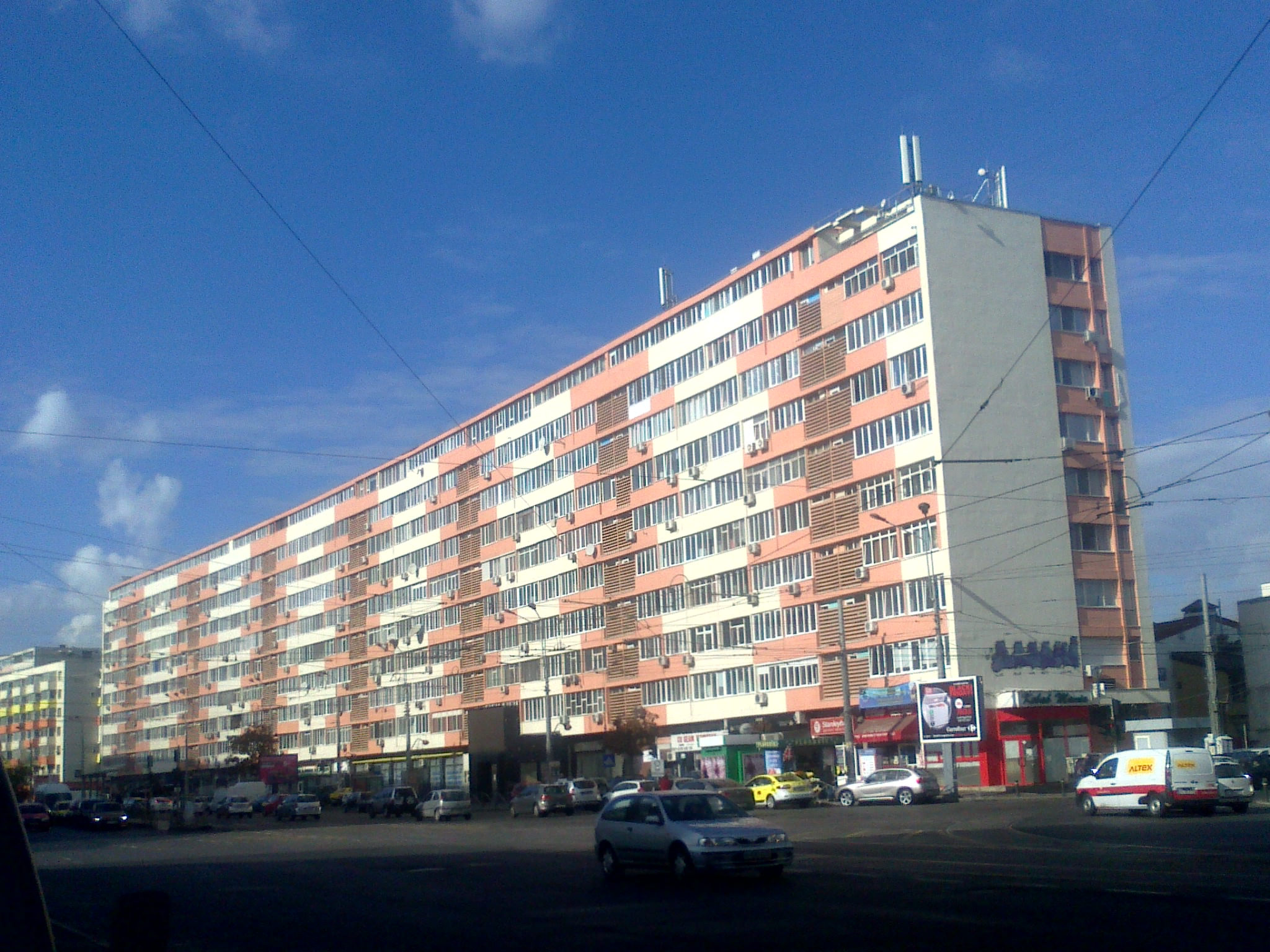
Edificio Lizeanu (1962)

- Datos: Q3782700